# كلين آند كلير
تشبه منتجات كلين اند كلير (بالإنجليزية:Clean & Clear) خط عمل نيوتروجينا (الذي اشترته شركة جونسون آند جونسون في عام 1994)، ولكنها أقل تكلفة.
تستهدف معظم المنتجات النساء الشابات، لكن البعض الآخر يعالج مجموعة واسعة من الحالات، مثل خط "SOFT"، الذي يركز على ترطيب الوجه. تتوفر منتجات كلين اند كلير حاليًا في 46 دولة.
كان أول منتج ل كلين اند كلير عبارة عن منظف للبشرة. قدمت ريفلون المستحضرات وصابون البار بحلول عام 1986، وبلسم الشعر والشامبو بحلول عام 1989.
تم تطوير العلامة التجارية في الأصل من قبل ريفلون كخط من عناصر العناية الشخصية بالبشرة الحساسة وتم تقديمها بحلول عام 1956.
أشار اسم كلين اند كلير إلى حقيقة أن المنتجات لا تحتوي على عطر أو أصباغ، ولا تترك أي بقايا بعد الغسل. تميز الخط الأصلي بالشامبو والبلسم ومنتجات العناية بالبشرة بالوجه. في عام 1991, باع ريفلون كلين آند كلير لجونسون آند جونسون.

## الإعلان والشراكات
في عام 1993، تبنت شركة كلين اند كلير شعارها الحالي، «كلين اند كلير، تحت السيطرة». وقامت شركة جونسون آند جونسون بإعادة ضبط موقع «كلين اند كلير» داخل السوق، مع التركيز على حب الشباب. في عام 2000، استخدمت العلامة التجارية جونسون آند جونسون لتجربة التسويق عبر الإنترنت، وذلك باستخدام حملة Clean & Clear بطاقات بريدية خرافية تتحدث عن كلين اند كلير بهدف تطوير وجوده في مجتمعات المراهقين على الإنترنت. وفازت الحملة بجوائز مجلس وسائل الإعلام التفاعلية في ماساتشوستس في فئة الإعلانات عبر الإنترنت.
في عام 2010، غمرت كلين اند كلير استراتيجيات الشراكة بين المشاهير والخيرية مع منظمة اعمل شيئا (بالإنجليزية:Do Something) غير الربحية والنجمة ديمي لوفاتو، وأطلقت برنامج «انظم للطفرة». في عام 2011، بدأت كلين اند كلير شراكة مع حملة Girl Up التابعة لمؤسسة الأمم المتحدة، حيث شاركت في جولة "Unite for Girls" مع ليلي هلبرن. وتشجيع لجمع التبرعات في المتاجر.
قامت العلامة التجارية بأول ارتباط اجتماعي للألعاب الاجتماعية مع عرض 2012 على سيمز الاجتماعية.
في 14 مارس 2015، أعلنت شركة جونسون آند جونسون عن صفقة لـ جاز جينينز لتظهر في برامج كلين آند كلير التجارية.

## نطاق المجال

### انفجار الصباح
في عام 2004، ابتعدت العلامة التجارية عن سوق مكافحة حب الشباب في إطلاق انفجار الصباح المتمثل بغسول الوجة من كلين اند كلير، وهو منظف الوجه العام بفيتامين سي. كانت نورا زهتنر المتحدث الرسمي الأول للخط. في عام 2011، امتد خط انفجار الصباح ليشمل غسول الجسم. في عام 2014، كانت منظفات انفجار الصباح من بين أفضل 20 علامة تجارية للعناية بالبشرة في الولايات المتحدة، بحصة سوقية بلغت 4.5 ٪.

## المزايا
أطلقت شركة جونسون آند جونسون ميزات كلين آند كلير في 2000 كخط مضاد لحب الشباب. ويشمل المطهرات، السكراب والمرطبات. وفقًا لبيانات SymphonyIRI التي استشهدت بها مجلة صناعة المنجات الشخصية في عام 2012، كانت سلسلة خط مزايا كلين آند كلير من بين أفضل عشرة حلول لعلاج حب الشباب في السوق الأمريكية، بحصة سوقية تبلغ 4٪.
تم اختيار مجموعة أدوات التنظيف لكل «أفضل نظام لعلاج حب الشباب» من قبل مجلة إن ستايل (بالإنجليزية:InStyle) في عام 2008.

## مشاكل صحية
في عام 2013، تم انتقاد العديد من منتجات Clean & Clear لاحتواءها ميكروبات صغيرة من البولي إيثيلين، والتي قد تكون ضارة بالحيوانات البحرية وصحة الإنسان. كانت هذه الجسيمات موجودة في منتج فرك الوجه 3 في 1 من سكراب الوجه، سكراب إزالة الرؤوس السوداءو السكراب المقشر عميق التأثير. استجابة لطلب 5 Gyres (منظمة غير ربحية تركز على الحد من تلوث البلاستيك) لإزالة الميكروبيدات من منتجاتها، بدأت جونسون آند جونسون في التخلص التدريجي من ميكروبيدات البلي إثيلين في صيف 2013.
و وعدت الشركة في وقت لاحق بإزالة جميع الميكروبيدات بالكامل من منتجاتها بحلول نهاية عام 2015.
في يونيو 2014، ذكرت إدارة الغذاء والدواء الأمريكية «كلين آند كلير» (من بين غيرها من منتجات حب الشباب الموضعية التي لا تحتاج إلى وصفة طبية) في إعلان سلامة خاص على المنتجات التي قد تسبب «تفاعلات فرط الحساسية نادرة ولكنها خطيرة».